# ماوگوژاتا اوپینا
ماوگوژاتا اوپینا (لهستانی: Małgorzata Łupina؛ تلفظ لهستانی: [mawɡɔˈʐata]؛ زادهٔ ۱۷ اکتبر ۱۹۶۹) یک کارگردان فیلم، تصویربردار، تهیه‌کننده و فیلم‌نامه‌نویس اهل لهستان است.
از فیلم‌ها یا مجموعه‌های تلویزیونی که وی در آن‌ها نقش داشته‌است می‌توان به «کُشتی‌گیری از بولیوی» اشاره نمود.